# Зоозавр
«Зоозавр» — российская сеть магазинов товаров для животных, созданная в 2018 году как проект группы компаний «Детский мир».

## История
В рамках развития новых бизнес-вертикалей в 2018 году руководством ГК «Детский мир» принято решение о выходе на рынок зоотоваров.
Первый магазин сети «Зоозавр» был открыт в Москве 5 декабря 2018 года, на улице Днепропетровская. За 2018—2019 год было открыто 10 пилотных магазинов.
В 2020 году ГК «Детский мир» открыла 10 новых магазинов сети «Зоозавр», удвоив за год количество объектов сети в рамках принятой стратегии по выходу на рынок товаров для домашних животных. В этом году началось развитие нового направления благотворительного фонда «Детского мира» — помощь бездомным животным.
В апреле 2020 года в сети магазинов «Зоозавр» была запущена благотворительная акция «Уют в приют», направленная на помощь бездомным животным. За первый год в рамках акции было собрано и передано в приюты более 3 тонн корма, а также более 800 единиц товаров первой необходимости, включая средства гигиены, игрушки и пелёнки, общей стоимостью 1,7 млн руб.
В 2021 году было открыто 73 новых магазина сети «Зоозавр». Ассортимент «Зоозавра» был дополнен новыми собственными торговыми марками в категории кормов для животных.
В январе 2022 года «Детский мир» объявил о запуске мобильного приложения «Зоозавр» для онлайн-покупателей.
В ноябре 2022 года сеть «Зоозавр» выступила партнёром фестиваля Woof, организатором которого является благотворительный фонд помощи бездомным животным «Ника».

## Деятельность
По состоянию на 19 августа 2022 года сеть объединяет 86 розничных объектов в 49 городах России.
За первый год работы мобильного приложения «Зоозавр» совершено более 200 тысяч установок. Объём продаж через приложение сравнялся с показателями веб-сайта.

## Собственники и руководство
«Зоозавр» входит в группу компаний «Детский мир». Генеральный директор — Мария Давыдова. Управляющий директор — Фёдор Зюзиков.